# Johann Anton Castell

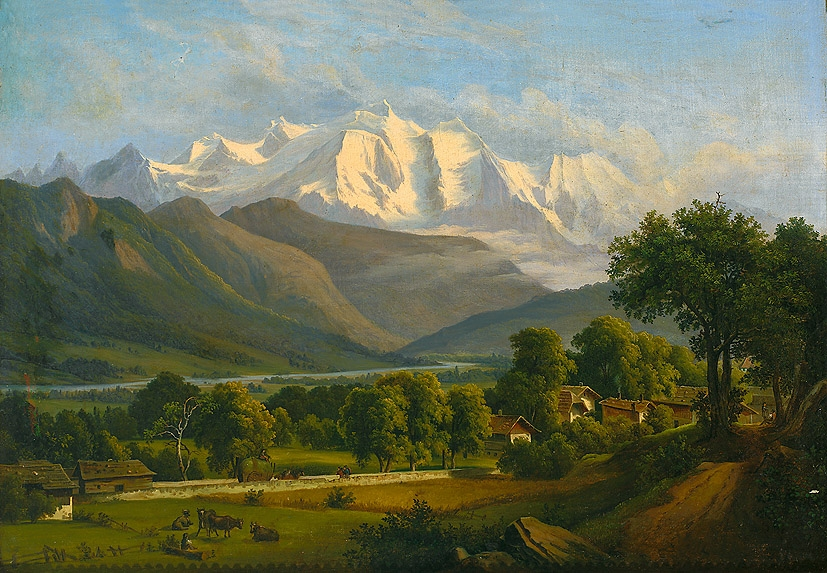
Österreichische Landschaft

Johann Anton Castell (* 3. Juni 1810 in Dresden; † Juli 1867 ebenda) war ein deutscher Landschaftsmaler.
Castell studierte seit dem 1. Mai 1827 in der Landschaftsklasse der Dresdner Akademie. Nach einem Jahr wurde er wegen Vernachlässigung der Pflichten von der Hochschule entlassen.
Seit 1829 studierte Castell bei Johan Christian Clausen Dahl Landschaftsmalerei. Danach begab er sich auf Studienreisen nach Böhmen, Wien und Tirol.
Castell war bis zu seinem Tode als Landschaftsmaler in Dresden und seiner Umgebung tätig. Er kopierte auch Werke anderer Maler.